# TrachtNet
Das TrachtNet Projekt koordiniert ein imkerliches Beobachtungsnetzwerk zur automatischen Erfassung der Gewichtsveränderungen von Bienenstöcken. Mit funkvernetzten Stockwaagen und zentraler internetbasierter Datenverarbeitung soll der Nahrungseintrag und -verbrauch von Bienenvölkern gemessen werden. Dazu wird eine Prognose der zu erwartenden Honigernten in den einzelnen Regionen ermöglicht. Die Messungen erfolgen als Citizen Science.

## Hintergrund
Im TrachtNet werden an deutschlandweit mehr als  850 Standorten kontinuierlich der Nahrungseintrag, bestehend aus Nektar und Pollen (positive Gewichtsveränderungen) oder Nahrungsverbrauch (negative Gewichtsveränderungen) von Bienenvölkern mittels elektronischer Stockwaagen erfasst, verrechnet und zu öffentlich abrufbaren, tagesaktuellen Diagrammen aufbereitet.
Waagenstandorte des TrachtNet-Projektes befinden sich mit unterschiedlicher Dichte in allen Bundesländern. Ende Mai 2022 wurde ein erster dänischer Standort ins TrachtNet mit eingebunden. Anfang Mai 2023 lieferten bereits 30 Waagen Messdaten aus Dänemark. Seit Dezember 2023 übermitteln auch zehn Waagen erstmals aus Luxemburg kontinuierlich Messwerte.
Das TrachtNet Projekt wurde u. a. gefördert durch das Bundesministerium für Ernährung und Landwirtschaft (BMEL). Projektträger war die Bundesanstalt für Landwirtschaft und Ernährung (BLE).
Das TrachtNet wird vom Fachzentrum für Bienen und Imkerei in Mayen (Arbeitsgruppe des DLR Westerwald-Osteifel), der Arbeitsgruppe „Agrarmeteorologie“ des DLR Rhein-Nahe-Hunsrück des Landes Rheinland-Pfalz und dem Institut für Bienenkunde und Imkerei der LWG Bayern europaweit koordiniert und weiter entwickelt.
Der Name TrachtNet setzt sich zusammen aus "Tracht", was sich auf das Vorhandensein von Nektar, Honigtau und Pollen in der Natur bezieht und "Net", was aus der Informationstechnik entliehen ist und sich auf einen Verbund von Rechnernetzwerken wie dem Internet bezieht.

## Methode
Die täglichen Gewichtsdifferenzen werden mit Jahresbeginn Tag für Tag aufsummiert. In den ersten Wochen des Jahres verbrauchen die Bienen mehr als sie sammeln und die Bienenvölker werden leichter. Mit dem gehäuften Aufblühen nektar- und/oder pollenliefernder Pflanzen sammeln die Bienen mehr als sie verbrauchen und legen Vorräte an, dieser Zeitpunkt wird im TrachtNet als Trachtbeginn definiert. Ab diesem Zeitpunkt nehmen die Gewichte der Bienenvölker kontinuierlich zu, mit Ausnahme von Trachtlücken (Zeiträume in den Bienen z. B. aufgrund ungünstiger Witterung keine Sammelflüge absolvieren können). Auch das Trachtende wird sichtbar, wenn die Gewichte wieder kontinuierlich bis zum Jahresende sinken.
Mittels der Messgenauigkeit der Waagen von 10 g und der Messintervalle alle fünf Minuten werden imkerliche Eingriffe, z. B. Honigentnahmen, Fütterungen u. a., ab einer Gewichtsdifferenz von mehr als 200 g automatisch als äußere Einflüsse automatisch erkannt und korrigierend verrechnet, so dass annähernd nur die von Bienen beeinflussten Gewichtsveränderungen dargestellt werden.